# Moustapha Alassane, cinéaste du possible
 (octobre 2012).
Pour plus de détails, voir Fiche technique et Distribution.
Moustapha Alassane, cinéaste du possible est un documentaire français réalisé en 2009.

## Synopsis
Moustapha Alassane est une légende vivante du cinéma africain. Son aventure nous amène aux temps du pré-cinéma, aux spectacles de lanternes magiques et aux jeux d’ombres chinoises. Premier réalisateur du cinéma nigérien et du cinéma d’animation africain, il raconte des histoires anciennes avec des moyens récents… mais narre parfois aussi les faits les plus modernes avec des bricolages les plus archaïques. Ce documentaire retrace non seulement une aventure humaine et professionnelle extraordinaire mais aussi la mémoire d’une génération, l’histoire d’un pays, le Niger, à l’âge d’or de son cinéma.

## Réception
À sa sortie, une critique le juge « très instructif [...] C'est avec un immense plaisir que l'on découvre les conditions de réalisation de ses divers courts et longs métrages, que l'on en apprend davantage sur la naissance du cinéma nigérien et par la même occasion du cinéma africain ».
En 2017, le documentaire est diffusé au Musée d'art moderne de New-York lors d'un hommage à Moustapha Alassane.
En 2021, il est sélectionné lors du Festival international du film d'animation d'Annecy dans le cadre d'une section Hommage à l’animation africaine.

## Fiche technique
- Réalisation : Maria Silvia Bazzoli et Christian Lelong
- Production : Cinédoc Films
- Image : Christian Lelong
- Montage : François Sculier
- Son : Maria Silvia Bazzoli